# Boiruna
Boiruna é um gênero de cobras da família Dipsadidae.

## Espécies
- Boiruna maculata (Boulenger, 1896)
- Boiruna sertaneja Zaher, 1996